# Nael
Nael bzw. Naël ist ein männlicher Vorname und Familienname.

## Herkunft und Bedeutung
Der Name Nael ist die Kurzform des Namens Nathanael. In Frankreich wird er zusätzlich als Kurzform des Namens Gwenael vergeben.

## Verbreitung
Die größte Popularität in Europa hat der Name in Frankreich, wo er seit 2017 zu den beliebtesten Namen gehört. Im Jahr 2022 hat er den Rang 17 der am häufigsten vergebenen Jungennamen erreicht.
In der Schweiz gewinnt der Name immer mehr an Bedeutung und erreichte im Jahr 2022 den Rang 33 der beliebtesten Jungennamen.
In Deutschland gehört der Name trotz steigender Beliebtheit (von Rang 202 im Jahr 2022 auf Rang 176 im Jahr 2023) noch zu den seltenen Namen.

## Namensträger

### Vorname
- Nael Marandin (* 1981), französischer Schauspieler und Filmregisseur
- Naël Jaby (* 2001), französischer Fußballspieler

### Familienname
- Jüri Nael (* 1975), estnischer Choreograf und Professor
- Marta Nael (* 1988), spanische Künstlerin
- Théophile Naël (* 2007), französischer Rennfahrer und spanischer F4-Meister 2023